# Gele ribes
De gele ribes (Ribes aureum) is een struik die behoort tot de ribesfamilie (Grossulariaceae). De soort staat op de wachtkamerlijst van Nieuwe planten in Nederland. Het is een struik die van nature voorkomt in Noord-Amerika.
De struik wordt 1-2,5 m hoog. De jonge twijgen zijn geelbruin. De rondachtige bladeren zijn driespletig met twee lobbige zijspleten en grof getand. De bladeren zijn kaal of van onderen kort behaard en geven bij het stuk wrijven geen speciale geur af.

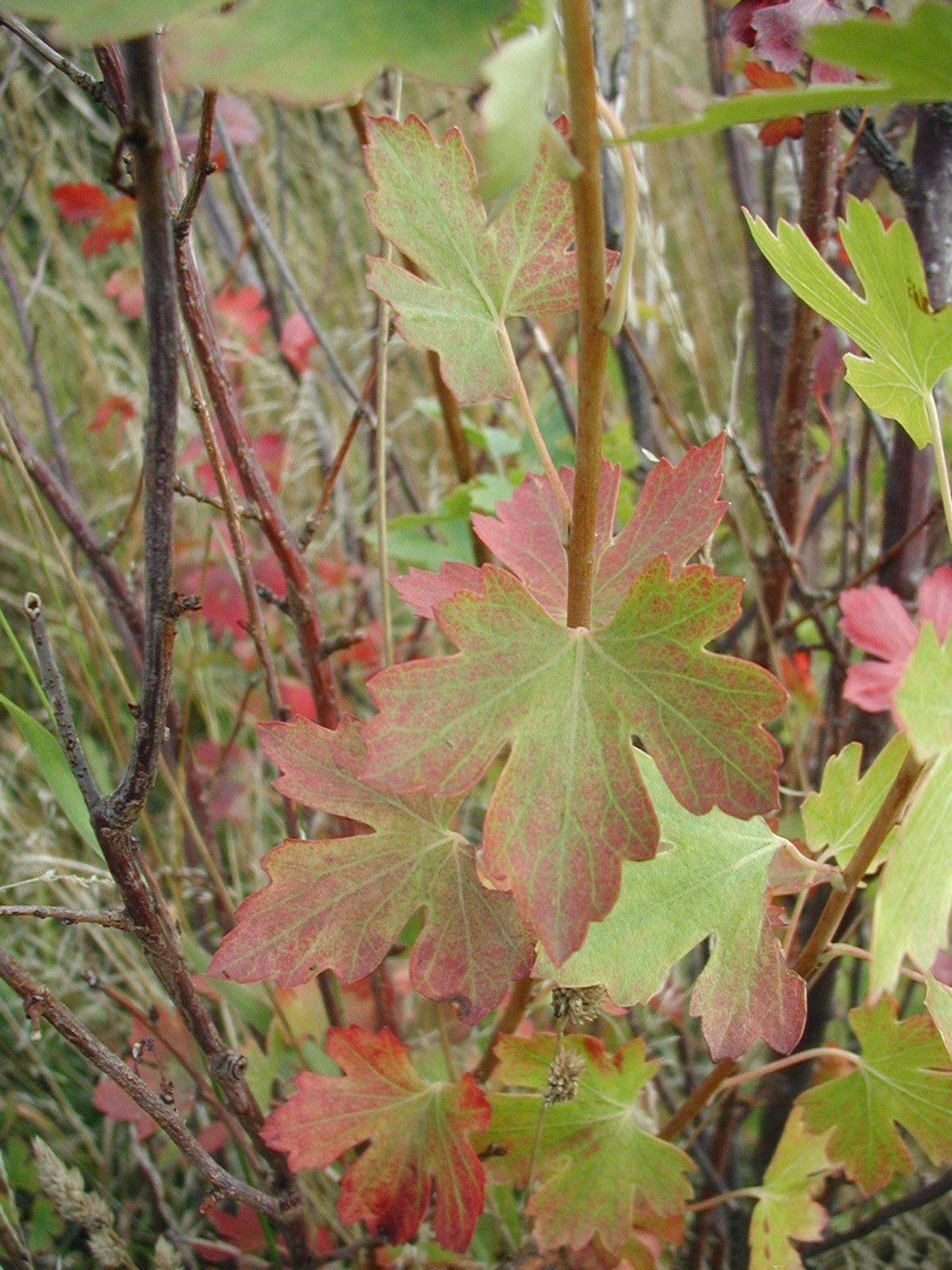
Herfstkleur

De gele ribes bloeit in april en mei met goudgele, geurende bloemen in rechtop-afstaande trossen. De schutbladen zijn langer dan de bloemstelen.
De 0,8-1 cm grote vrucht is een donkerpaarse, sterk naar zwarte bessen (Ribes nigrum) smakende bes.
De verwilderde struik komt voor in duinstruwelen.

## Variëteiten
De Flora of North America onderscheidt drie variëteiten:
- Ribes aureum var. aureum
- Ribes aureum var. gracillimum (basioniem: Ribes gracillimum)
- Ribes aureum var. villosum  (synoniem: Ribes odoratum)

## Namen in andere talen
- Duits: Gold-Johannisbeere, Wohlriechende Johannisbeere
- Engels: Golden Currant, Clove Currant, Buffalo currant
- Frans: Groseillier doré